# Хамчиев, Белан Багаудинович
Бела́н Багауди́нович Хамчи́ев (род. 7 декабря 1960, ст. Орджоникидзевская, Сунженский район, Чечено-Ингушская АССР, РСФСР, СССР) — российский государственный и политический деятель, доктор экономических наук. Сенатор Российской Федерации от законодательной власти Республики Ингушетия (с 2016 года). Заместитель председателя Комитета Совета Федерации по аграрно-продовольственной политике и природопользованию. 
Ранее являлся депутатом Государственной думы V созыва и VI созыва от «Единой России», где являлся заместителем председателя комитета ГД по региональной политике и проблемам Севера и Дальнего Востока. Председатель правительства Республики Ингушетия (1996—1998). Заслуженный работник сельского хозяйства Российской Федерации (2007).
Из-за поддержки нарушения территориальной целостности Украины во время российско-украинской войны находится под персональными международными санкциями Евросоюза, США, Великобритании и ряда других стран.

## Биография
Родился в станице Орджоникидзевская, Сунженский район, Чечено-Ингушской АССР. В 1984 году окончил Кировский сельскохозяйственный институт по специальности «зооинженер», в 1987 году — Всесоюзный сельскохозяйственный институт заочного образования по специальности «экономист-организатор».
В 1984—1985 годах — главный зоотехник совхоза «Подгорный», в 1985—1988 годах — директор совхоза «Березовский», в 1988—1990 годах — директор совхоза «Медянский» в Юрьянском районе Кировской области; в 1990—1991 годах — директор совхоза «40 лет Октября» Назрановского района, 1991—1992 годах — председатель колхоза «Путь к коммунизму» Сунженского района Чечено-Ингушской АССР.
В 1992—1993 годах — заместитель главы администрации Ингушетии; в 1993 году — руководитель постоянного представительства Ингушетии при Президенте России, первый заместитель постоянного представителя республики при Президенте России; в 1993—1996 годах — постоянный представитель республики при Президенте России.
В 1997 году был избран председателем Ингушского регионального отделения Наш дом — Россия.
В 1996—1998 годах — председатель Правительства Республики Ингушетия; в 1998 году — начальник управления предупреждения и урегулирования конфликтных ситуаций Министерства региональной и национальной политики РФ; с декабря 1998 года — заместитель министра национальной политики РФ; с сентября 1999 года — заместитель министра по делам федерации и национальностей РФ. Защитил кандидатскую диссертацию «Пути совершенствования инвестиционной деятельности в российской экономике переходного периода: региональный аспект».
С июля 2000 года — заместитель министра по делам федерации, национальной и миграционной политики России; с октября 2002 года — по апрель 2004 года — заместитель министра сельского хозяйства РФ. В 2004—2006 годах — заместитель руководителя Федерального агентства по сельскому хозяйству; с 2006 года — директор департамента отраслевого развития Министерства сельского хозяйства России, директор департамента растениеводства, химизации и защиты растений Минсельхоза.
В 2003 году заочно окончил Высшую школу экономики. На выборах 2 декабря 2007 года избран депутатом Государственной Думы РФ пятого созыва по федеральному списку партии «Единая Россия». Доктор экономических наук (диссертация «Стратегическое управление производством энергонасыщенных культур» защищена в РГАЗУ 30 марта 2012 года; научный консультант Е. И. Семёнова; официальные оппоненты Р. Х. Адуков, И. М. Куликов, И. С. Санду).
С 2016 года — сенатор Совета Федерации от Республики Ингушетия.

## Собственность и доходы
Согласно предоставленной декларации, Хамчиев вместе с супругой получил в 2011 году доход в размере более 194,7 млн рублей. Хамчиеву с супругой принадлежат 5 земельных участков общей площадью более 425 тыс. квадратных метров, 4 квартиры, в том числе одна — в Объединённых Арабских Эмиратах (ОАЭ), 4 машиноместа — одно из них в ОАЭ, а также два легковых автомобиля марок Porsche Cayenne и Mercedes Суммарный доход семьи Хамчиева за 2010 год составил 534,31 млн рублей.
Занимает 43-ю строчку в рейтинге доходов чиновников, составленном журналом Forbes в 2012 году.
По информации газеты «Ведомости», в ОАЭ Хамчиеву принадлежат два домовладения общей площадью 210 м².

## Награды
- Орден Почёта (24 августа 2021 года) — за большой вклад в развитие парламентаризма и активную законотворческую деятельность[13]
- Орден Дружбы (17 мая 2016 года) — за активную законотворческую деятельность и многолетнюю плодотворную работу[14]
- Заслуженный работник сельского хозяйства Российской Федерации (30 июня 2007 года) — за заслуги в области сельского хозяйства и многолетний труд[15]
- Почётная грамота Президента Российской Федерации (7 декабря 2010 года) — за активную законотворческую деятельность[16]
- Благодарность Президента Российской Федерации (12 июня 2013 года) — за большой вклад в развитие российского парламентаризма и активную законотворческую деятельность[17]

## Книги
- Стратегическое управление производством энергонасыщенных культур : монография. — М.: Изд-во РГАЗУ, 2007. — 159, [1] с. : ил., табл.; ISBN 978-5-901240-06-9
- Семеноводство Российской Федерации ― состояние, тенденции, технологические условия — М.: [б. и.], 2010. — 270, [1] с. : ил., табл.; ISBN 978-5-8443-0083-7